# Campionatul Mondial de Fotbal 2018 Grupa G
Grupa G de la Campionatul Mondial de Fotbal 2018 a avut loc în perioada 17-27 iunie 2018. Grupa a constat din  Belgia,  Panama,  Tunisia, și  Anglia. Clasate pe primele două locuri,  Belgia și  Anglia au avansat în runda optimilor.

### Echipe
| Poziția tragerii | Echipa  | Bol | Confederația | Metoda calificării              | Data calificării  | Apariții în turneul final | Ultima apariție           | Cea mai bună performanță               | Clasamentul FIFA | Clasamentul FIFA |
| Poziția tragerii | Echipa  | Bol | Confederația | Metoda calificării              | Data calificării  | Apariții în turneul final | Ultima apariție           | Cea mai bună performanță               | octombrie 2017   | iunie 2018       |
| ---------------- | ------- | --- | ------------ | ------------------------------- | ----------------- | ------------------------- | ------------------------- | -------------------------------------- | ---------------- | ---------------- |
| G1               | Belgia  | 1   | UEFA         | Câștigătorii UEFA Grupa H       | 3 septembrie 2017 | 13                        | 2014 (Sferturi de finală) | Locul 4 (1986)                         | 5                | 3                |
| G2               | Panama  | 4   | CONCACAF     | Locul 4 CONCACAF A cincea rundă | 10 octombrie 2017 | 1                         | —                         | —                                      | 49               | 55               |
| G3               | Tunisia | 3   | CAF          | CAF A treia rundă câștigătorii  | 13 noiembrie 2017 | 5                         | 2006 (Faza Grupelor)      | Faza Grupelor (1978, 1998, 2002, 2006) | 28               | 21               |
| G4               | Anglia  | 2   | UEFA         | Câștigătorii UEFA Grupa F       | 5 octombrie 2017  | 15                        | 2014 (Faza grupelor)      | Câștigători (1986)                     | 12               | 12               |

Note
1. ↑  Clasamentul din octombrie 2017 a fost folosit pentru tragerea la sorți.

## Clasament
| Loc | Echipa      | MJ | V | E | Î | GM | GP | DG | Pct | Calificare                      |
| --- | ----------- | -- | - | - | - | -- | -- | -- | --- | ------------------------------- |
| 1   | Belgia (A)  | 3  | 3 | 0 | 0 | 9  | 2  | +7 | 9   | Avansează în Runda eliminatorie |
| 2   | Anglia (A)  | 3  | 2 | 0 | 1 | 8  | 3  | +5 | 6   | Avansează în Runda eliminatorie |
| 3   | Tunisia (E) | 3  | 1 | 0 | 2 | 5  | 8  | −3 | 3   |                                 |
| 4   | Panama (E)  | 3  | 0 | 0 | 3 | 2  | 11 | −9 | 0   |                                 |

## Meciurile
Toate orele sunt listate la ora Rusiei.

### Belgia vs Panama
Cele două echipe nu s-au întâlnit niciodată înainte de meciul de la Cupa Mondială.
| Belgia                      | 3–0    | Panama |
| --------------------------- | ------ | ------ |
| Mertens 47' Lukaku 69', 75' | Report |        |

| Belgia | Panama |

| GK               | 1  | Thibaut Courtois  |     |     |
| CB               | 2  | Toby Alderweireld |     |     |
| CB               | 20 | Dedryck Boyata    |     |     |
| CB               | 5  | Jan Vertonghen    | 59' |     |
| RM               | 15 | Thomas Meunier    | 14' |     |
| CM               | 7  | Kevin De Bruyne   | 88' |     |
| CM               | 6  | Axel Witsel       |     | 90' |
| LM               | 11 | Yannick Carrasco  |     | 74' |
| RW               | 14 | Dries Mertens     |     | 83' |
| LW               | 10 | Eden Hazard (c)   |     |     |
| CF               | 9  | Romelu Lukaku     |     |     |
| Schimbări:       |    |                   |     |     |
| MF               | 19 | Mousa Dembélé     |     | 74' |
| MF               | 16 | Thorgan Hazard    |     | 83' |
| MF               | 22 | Nacer Chadli      |     | 90' |
| Manager:         |    |                   |     |     |
| Roberto Martínez |    |                   |     |     |

| GK                 | 1  | Jaime Penedo         |       |     |
| RB                 | 2  | Michael Amir Murillo | 51'   |     |
| CB                 | 5  | Román Torres (c)     |       |     |
| CB                 | 4  | Fidel Escobar        |       |     |
| LB                 | 15 | Erick Davis          | 18'   |     |
| DM                 | 6  | Gabriel Gómez        |       |     |
| CM                 | 11 | Armando Cooper       | 49'   |     |
| CM                 | 20 | Aníbal Godoy         | 57'   |     |
| RW                 | 8  | Édgar Bárcenas       | 45+2' | 63' |
| LW                 | 21 | José Luis Rodríguez  |       | 63' |
| CF                 | 7  | Blas Pérez           |       | 73' |
| Schimbări:         |    |                      |       |     |
| FW                 | 9  | Gabriel Torres       |       | 63' |
| FW                 | 10 | Ismael Díaz          |       | 63' |
| FW                 | 18 | Luis Tejada          |       | 73' |
| Manager:           |    |                      |       |     |
| Hernán Darío Gómez |    |                      |       |     |

| Omul meciului: Romelu Lukaku (Belgium) Arbitrii asistenți:' Jerson Dos Santos (Angola) Zakhele Siwela (Africa de Sud) Al patrulea oficial: Ryuji Sato (Japonia) Al cincelea oficial: Toru Sagara (Japonia) Arbitru asistent video: Bastian Dankert (Germania) Arbitrii asistenți ai arbitrului video: Felix Zwayer (Germania) Sander van Roekel (Olanda) Danny Makkelie (Olanda) |

### Tunisia vs Anglia
Cele două echipe s-au întâlnit în două meciuri, inclusiv un joc la Campionatul Mondial de Fotbal 1998 faza grupelor, o victorie cu 2–0 a Angliei.
| Tunisia          | 1–2    | Anglia          |
| ---------------- | ------ | --------------- |
| Sassi 35' (pen.) | Report | Kane 11', 90+1' |

| Tunisia | Anglia |

| GK            | 22 | Mouez Hassen            |  | 16' |
| RB            | 11 | Dylan Bronn             |  |     |
| CB            | 2  | Syam Ben Youssef        |  |     |
| CB            | 4  | Yassine Meriah          |  |     |
| LB            | 12 | Ali Maâloul             |  |     |
| CM            | 13 | Ferjani Sassi           |  |     |
| CM            | 17 | Ellyes Skhiri           |  |     |
| CM            | 9  | Anice Badri             |  |     |
| RF            | 8  | Fakhreddine Ben Youssef |  |     |
| CF            | 10 | Wahbi Khazri (c)        |  | 85' |
| LF            | 23 | Naïm Sliti              |  | 74' |
| Schimbări:    |    |                         |  |     |
| GK            | 1  | Farouk Ben Mustapha     |  | 16' |
| MF            | 14 | Mohamed Amine Ben Amor  |  | 74' |
| FW            | 19 | Saber Khalifa           |  | 85' |
| Manager:      |    |                         |  |     |
| Nabil Maâloul |    |                         |  |     |

| GK               | 1  | Jordan Pickford    |     |       |
| CB               | 2  | Kyle Walker        | 33' |       |
| CB               | 5  | John Stones        |     |       |
| CB               | 6  | Harry Maguire      |     |       |
| DM               | 8  | Jordan Henderson   |     |       |
| CM               | 20 | Dele Alli          |     | 80'   |
| CM               | 7  | Jesse Lingard      |     | 90+3' |
| RM               | 12 | Kieran Trippier    |     |       |
| LM               | 18 | Ashley Young       |     |       |
| CF               | 10 | Raheem Sterling    |     | 68'   |
| CF               | 9  | Harry Kane (c)     |     |       |
| Schimbări:       |    |                    |     |       |
| FW               | 19 | Marcus Rashford    |     | 68'   |
| MF               | 21 | Ruben Loftus-Cheek |     | 80'   |
| MF               | 4  | Eric Dier          |     | 90+3' |
| Manager:         |    |                    |     |       |
| Gareth Southgate |    |                    |     |       |

| Omul meciului: Harry Kane (England) Arbitrii asistenți: Alexander Guzmán (Columbia) Cristian de la Cruz (Columbia) Al patrulea oficial: Ricardo Montero (Costa Rica) Al cincelea oficial: Hiroshi Yamauchi (Japonia) Arbitru asistent video: Sandro Ricci (Brazilia) Arbitrii asistenți ai arbitrului video: Gery Vargas (Bolivia) Emerson de Carvalho (Brazilia) Tiago Martins (Portugalia) |

### Belgia vs Tunisia
Cele două echipe s-au confruntat în trei meciuri, inclusiv un joc la Campionatul Mondial de Fotbal 2002 faza grupelor, care s-a încheiat la egalitate 1–1.
| Belgia                                                   | 5–2    | Tunisia                |
| -------------------------------------------------------- | ------ | ---------------------- |
| E. Hazard 6' (pen.), 51' Lukaku 16', 45+3' Batshuayi 90' | Report | Bronn 18' Khazri 90+3' |

| Belgia | Tunisia |

| GK               | 1  | Thibaut Courtois  |  |     |
| CB               | 2  | Toby Alderweireld |  |     |
| CB               | 20 | Dedryck Boyata    |  |     |
| CB               | 5  | Jan Vertonghen    |  |     |
| RM               | 15 | Thomas Meunier    |  |     |
| CM               | 7  | Kevin De Bruyne   |  |     |
| CM               | 6  | Axel Witsel       |  |     |
| LM               | 11 | Yannick Carrasco  |  |     |
| RF               | 14 | Dries Mertens     |  | 86' |
| CF               | 9  | Romelu Lukaku     |  | 59' |
| LF               | 10 | Eden Hazard (c)   |  | 68' |
| Schimbări:       |    |                   |  |     |
| MF               | 8  | Marouane Fellaini |  | 59' |
| FW               | 21 | Michy Batshuayi   |  | 68' |
| MF               | 17 | Youri Tielemans   |  | 86' |
| Manager:         |    |                   |  |     |
| Roberto Martínez |    |                   |  |     |

| GK            | 1  | Farouk Ben Mustapha     |     |     |
| RB            | 11 | Dylan Bronn             |     | 24' |
| CB            | 2  | Syam Ben Youssef        |     | 41' |
| CB            | 4  | Yassine Meriah          |     |     |
| LB            | 12 | Ali Maâloul             |     |     |
| CM            | 7  | Saîf-Eddine Khaoui      |     |     |
| CM            | 17 | Ellyes Skhiri           |     |     |
| CM            | 13 | Ferjani Sassi           | 14' | 59' |
| RF            | 8  | Fakhreddine Ben Youssef |     |     |
| CF            | 10 | Wahbi Khazri (c)        |     |     |
| LF            | 9  | Anice Badri             |     |     |
| Schimbări:    |    |                         |     |     |
| DF            | 21 | Hamdi Nagguez           |     | 24' |
| DF            | 3  | Yohan Benalouane        |     | 41' |
| FW            | 23 | Naïm Sliti              |     | 59' |
| Manager:      |    |                         |     |     |
| Nabil Maâloul |    |                         |     |     |

| Omul meciului: Eden Hazard (Belgia) Arbitrii asistenți: Corey Rockwell (Statele Unite) Juan Zumba (El Salvador) Al patrulea oficial: Andrés Cunha (Uruguay) Al cincelea oficial: Nicolás Tarán (Uruguay) Arbitru asistent video: Mark Geiger (Statele Unite) Arbitrii asistenți ai arbitrului video: Bastian Dankert (Germania) Joe Fletcher (Canada) Felix Zwayer (Germania) |

### Anglia vs Panama
Cele două echipe nu s-au întâlnit niciodată înainte.
| Anglia                                                        | 6–1    | Panama    |
| ------------------------------------------------------------- | ------ | --------- |
| Stones 8', 40' Kane 22' (pen.), 45+1' (pen.), 62' Lingard 36' | Report | Baloy 78' |

| Anglia | Panama |

| GK               | 1  | Jordan Pickford    |     |     |
| CB               | 2  | Kyle Walker        |     |     |
| CB               | 5  | John Stones        |     |     |
| CB               | 6  | Harry Maguire      |     |     |
| DM               | 8  | Jordan Henderson   |     |     |
| CM               | 21 | Ruben Loftus-Cheek | 24' |     |
| CM               | 7  | Jesse Lingard      |     | 63' |
| RM               | 12 | Kieran Trippier    |     | 70' |
| LM               | 18 | Ashley Young       |     |     |
| CF               | 10 | Raheem Sterling    |     |     |
| CF               | 9  | Harry Kane (c)     |     | 63' |
| Schimbări:       |    |                    |     |     |
| FW               | 11 | Jamie Vardy        |     | 63' |
| DF               | 17 | Fabian Delph       |     | 63' |
| DF               | 3  | Danny Rose         |     | 70' |
| Manager:         |    |                    |     |     |
| Gareth Southgate |    |                    |     |     |

| GK                 | 1  | Jaime Penedo         |     |     |
| RB                 | 2  | Michael Amir Murillo | 72' |     |
| CB                 | 5  | Román Torres (c)     |     |     |
| CB                 | 4  | Fidel Escobar        | 44' |     |
| LB                 | 15 | Erick Davis          |     |     |
| DM                 | 6  | Gabriel Gómez        |     | 69' |
| CM                 | 11 | Armando Cooper       | 10' |     |
| CM                 | 20 | Aníbal Godoy         |     | 62' |
| RW                 | 8  | Édgar Bárcenas       |     | 69' |
| LW                 | 21 | José Luis Rodríguez  |     |     |
| CF                 | 7  | Blas Pérez           |     |     |
| Schimbări:         |    |                      |     |     |
| MF                 | 19 | Ricardo Ávila        |     | 62' |
| FW                 | 16 | Abdiel Arroyo        |     | 69' |
| DF                 | 23 | Felipe Baloy         |     | 69' |
| Manager:           |    |                      |     |     |
| Hernán Darío Gómez |    |                      |     |     |

| Omul meciului: Harry Kane (Anglia) Arbitrii asistenți: Redouane Achik (Maroc) Waleed Ahmed (Sudan) Al patrulea oficial: Norbert Hauata (Tahiti) Al cincelea oficial: Bertrand Brial (New Caledonia) Arbitru asistent video: Danny Makkelie (Olanda) Arbitrii asistenți ai arbitrului video: Paweł Gil (Polonia) Sander van Roekel (Olanda) Mark Geiger (Statele Unite) |

### Anglia vs Belgia
Cele două echipe s-au întâlnit în 21 de meciuri, inclusiv două meciuri la Cupa Mondială, o rundă de optimi la Campionatul Mondial de fotbal 1990, care s-a încheiat victoria Angliei cu 1-0, și un joc de etapă în grupe la Campionatul Mondial de Fotbal 1954, care s-a încheiat egal: 4–4.
| Anglia | 0-1    | Belgia      |
| ------ | ------ | ----------- |
|        | Report | Januzaj 51' |

| Anglia | Belgia |

| GK               | 1  | Jordan Pickford        |  |     |
| CB               | 16 | Phil Jones             |  |     |
| CB               | 5  | John Stones            |  | 46' |
| CB               | 15 | Gary Cahill            |  |     |
| DM               | 4  | Eric Dier (c)          |  |     |
| CM               | 21 | Ruben Loftus-Cheek     |  |     |
| CM               | 17 | Fabian Delph           |  |     |
| RW               | 22 | Trent Alexander-Arnold |  | 79' |
| LW               | 3  | Danny Rose             |  |     |
| CF               | 19 | Marcus Rashford        |  |     |
| CF               | 11 | Jamie Vardy            |  |     |
| Schimbări:       |    |                        |  |     |
| DF               | 6  | Harry Maguire          |  | 46' |
| FW               | 14 | Danny Welbeck          |  | 79' |
| Manager:         |    |                        |  |     |
| Gareth Southgate |    |                        |  |     |

| GK               | 1  | Thibaut Courtois (c) |     |     |
| CB               | 23 | Leander Dendoncker   | 33' |     |
| CB               | 20 | Dedryck Boyata       |     |     |
| CB               | 3  | Thomas Vermaelen     |     | 74' |
| RM               | 22 | Nacer Chadli         |     |     |
| CM               | 8  | Marouane Fellaini    |     |     |
| CM               | 19 | Mousa Dembélé        |     |     |
| LM               | 16 | Thorgan Hazard       |     |     |
| RF               | 18 | Adnan Januzaj        |     | 86' |
| CF               | 21 | Michy Batshuayi      |     |     |
| LF               | 17 | Youri Tielemans      | 19' |     |
| Schimbări:       |    |                      |     |     |
| DF               | 4  | Thomas Vermaelen     |     | 74' |
| FW               | 14 | Dries Mertens        |     | 86' |
| Manager:         |    |                      |     |     |
| Roberto Martínez |    |                      |     |     |

| Omul meciului: Adnan Januzaj (Belgia) Arbitrii asistenți: Jure Praprotnik (Slovenia) Robert Vukan (Slovenia) Al patrulea oficial: Mohammed Abdulla Hassan Mohamed (Emiratele Arabe Unite) Al cincelea oficial: Mohamed Al Hammadi (Emiratele Arabe Unite) Arbitru asistent video: Artur Soares Dias (Portugalia) Arbitrii asistenți ai arbitrului video: Paweł Gil (Polonia) Roberto Díaz Pérez (Spania) Mauro Vigliano (Argentina) |

### Panama vs Tunisia
Cele două echipe nu s-au întâlnit niciodată înainte.
| Panama            | 1-2    | Tunisia                       |
| ----------------- | ------ | ----------------------------- |
| Meriah 33' (o.g.) | Report | F. Ben Youssef 51' Khazri 66' |

| Panama | Tunisia |

| GK                 | 1  | Jaime Penedo        |       |     |
| RB                 | 13 | Adolfo Machado      |       |     |
| CB                 | 5  | Román Torres (c)    |       | 56' |
| CB                 | 4  | Fidel Escobar       |       |     |
| LB                 | 17 | Luis Ovalle         |       |     |
| DM                 | 6  | Gabriel Gómez       | 80'   |     |
| CM                 | 20 | Aníbal Godoy        |       |     |
| CM                 | 19 | Ricardo Ávila       | 78'   | 81' |
| RW                 | 8  | Édgar Bárcenas      |       |     |
| LW                 | 21 | José Luis Rodríguez |       |     |
| CF                 | 9  | Gabriel Torres      |       | 46' |
| Schimbări:         |    |                     |       |     |
| DF                 | 3  | Harold Cummings     |       | 46' |
| FW                 | 18 | Luis Tejada         | 90+6' | 56' |
| FW                 | 16 | Abdiel Arroyo       |       | 81' |
| Manager:           |    |                     |       |     |
| Hernán Darío Gómez |    |                     |       |     |

| GK            | 16 | Aymen Mathlouthi (c)    |       |     |
| RB            | 21 | Hamdi Nagguez           |       |     |
| CB            | 6  | Rami Bedoui             |       |     |
| CB            | 4  | Yassine Meriah          |       |     |
| LB            | 5  | Oussama Haddadi         |       |     |
| CM            | 13 | Ferjani Sassi           | 44'   | 46' |
| CM            | 17 | Ellyes Skhiri           |       |     |
| CM            | 20 | Ghailene Chaalali       | 90+3' |     |
| RF            | 8  | Fakhreddine Ben Youssef |       |     |
| CF            | 10 | Wahbi Khazri            |       | 89' |
| LF            | 23 | Naïm Sliti              |       | 77' |
| Schimbări:    |    |                         |       |     |
| FW            | 9  | Anice Badri             | 71'   | 46' |
| MF            | 15 | Ahmed Khalil            |       | 77' |
| MF            | 18 | Bassem Srarfi           |       | 89' |
| Manager:      |    |                         |       |     |
| Nabil Maâloul |    |                         |       |     |

| Omul meciului: Fakhreddine Ben Youssef (Tunisia) Arbitrii asistenți: Yaser Tulefat (Bahrain) Taleb Al Maari (Qatar) Al patrulea oficial: Mehdi Abid Charef (Algeria) Al cincelea oficial: Hiroshi Yamauchi (Japonia) Arbitru asistent video: Tiago Martins (Portugalia) Arbitrii asistenți ai arbitrului video: Abdulrahman Al-Jassim (Qatar) Marvin Torrentera (Mexic) Sandro Ricci (Brazilia) |

## Disciplină
Puncte de fair-play, care sunt folosite ca tie-break în cazul în care înregistrările generale și cap-la-cap ale echipelor sunt egale, sunt calculate pe baza cartonașelor galbene și roșii primite în toate meciurile din grupă după cum urmează: 
- Primul cartonaș galben: minus 1 punct;
- Indirect cartonaș roșu (al doilea cartonaș galben): minus 3 puncte;
- Cartonaș roșu direct: minus 4 puncte;
- Cartonaș galben și un cartonaș roșu direct: minus 5 puncte;

Doar una dintre penalizările de mai sus se aplică unui jucător într-un singur meci.
| Echipa  | Meciul 1        | Meciul 1                               | Meciul 1      | Meciul 1                        | Meciul 2        | Meciul 2                               | Meciul 2      | Meciul 2                        | Meciul 3        | Meciul 3                               | Meciul 3      | Meciul 3                        | Puncte |
| Echipa  | Cartonaș galben | Cartonaș galben · Cartonaș galben-roșu | Cartonaș roșu | Cartonaș galben · Cartonaș roșu | Cartonaș galben | Cartonaș galben · Cartonaș galben-roșu | Cartonaș roșu | Cartonaș galben · Cartonaș roșu | Cartonaș galben | Cartonaș galben · Cartonaș galben-roșu | Cartonaș roșu | Cartonaș galben · Cartonaș roșu | Puncte |
| ------- | --------------- | -------------------------------------- | ------------- | ------------------------------- | --------------- | -------------------------------------- | ------------- | ------------------------------- | --------------- | -------------------------------------- | ------------- | ------------------------------- | ------ |
| Tunisia |                 |                                        |               |                                 | 1               |                                        |               |                                 | 3               |                                        |               |                                 | −4     |
| Anglia  | 1               |                                        |               |                                 | 1               |                                        |               |                                 |                 |                                        |               |                                 | −2     |
| Belgia  | 3               |                                        |               |                                 |                 |                                        |               |                                 | 2               |                                        |               |                                 | −5     |
| Panama  | 5               |                                        |               |                                 | 3               |                                        |               |                                 | 3               |                                        |               |                                 | −11    |